# Robert H. Boyer
Pour les articles homonymes, voir Boyer.
Cet article possède un paronyme, voir Robert Boyer (homonymie).
Robert H. Boyer est un mathématicien et physicien américain, né le 11 décembre 1932 à Johnstown, en Pennsylvanie et mort le 1er août 1966 à Austin lors de la fusillade de l'université du Texas.

## Biographie

### Études
Robert Hamilton Boyer, naît le 11 décembre 1932 à Johnstown, en Pennsylvanie,. Il étudie les mathématiques et la physique au Carnegie Institute of Technology à Pittsburgh. Il y obtient son Bachelor of Science puis son Master of Science. En 1953, il est le récipiendaire d'une bourse Rhodes qui lui permet de poursuivre ses études à l'université d'Oxford,. Sous la direction de Handel Davies, il y travaille sur la théorie quantique des champs. En 1957, il y obtient son doctorat (PhD) en physique théorique pour sa contribution à la théorie de l'effet photoélectrique.

### Carrière
Boyer s'en retourne à Pittsburgh comme chercheur en mathématiques aux Westinghouse Research Laboratories,. Il y résout une série de problèmes, principalement en théorie de la diffusion. Il y débute aussi une étude de l'analogue discret de l'équation de Bessel. Il décide de revenir à la vie universitaire.
En 1960, Boyer enseigne à l'université McGill à Montréal,. En 1961, il est nommé à un poste de professeur de mathématiques appliquées à l'université de Liverpool,. Il se consacre à l'étude de la relativité générale. Il développe d'abord des techniques pour l'étude des champs gravitationnels, avant de les appliquer. Il clarifie les relations entre diverses conditions sur le mouvement d'un corps rigide relativiste, et donne des conditions suffisantes pour l'extension du théorème classique de Gustav Herglotz et Fritz Noether à la relativité générale. Ses contributions majeures concernent les systèmes gravitationnels en rotation. En 1964, il collabore avec T. G. Price. Ensemble, ils sont les premiers à étudier les géodésiques dans l'hyperplan équatorial de l'espaces-temps de Kerr, ; ils calculent la précession du périastre d'une orbite liée ; ils comparent leur résultat avec celui obtenu en 1918 par Josef Lense et Hans Thirring dans le cas d'une sphère en rotation ; ils en déduisent que « one of the parameters in Kerr's solution can plausibly be related to the angular momentum per unit mass of a uniformly rotating sphere, the other parameter being a measure of the mass of the sphere » ; autrement dit, ils concluent que le paramètre {\displaystyle a} de la métrique de Kerr est le moment cinétique par unité de masse de la sphère sur son axe de rotation ; ils établissent ainsi que, dans la métrique de Kerr, le produit {\displaystyle ma} représente le moment cinétique d'un corps en rotation,,,. En 1964-1965, il est chercheur-associé au Center for Relativity Theory de l'université du Texas à Austin,. Il y collabore avec R. W. Lindquist sur une analyse détaillée de la métrique de Kerr.
En 1966, Brandon Carter introduit la notion d'horizon de Killing. Boyer en étudie en détail les propriétés dans un article posthume préparé, à partir de ses notes, par Jürgen Ehlers et John L. Stachel et publié en 1969. L'article conduit à la notion d'horizon de Killing bifurqué.

### Décès
Le 1er août 1966, Boyer est une des personnes tuées par balle lors de la fusillade de l'université du Texas à Austin,.

### Postérité
Boyer est le codécouvreur, avec Richard W. Lindquist, de l'extension analytique maximale de l'espace-temps de Kerr,.

### Vie privée
En 1957, Boyer avait épousé Lindsay Robinson, avec laquelle il avait eu deux enfants.

## Principales publications
- [Boyer 1965] (en) Robert H. Boyer, « Rigid frames in general relativity », Proceedings of the Royal Society A, vol. 283, no 1394,‎ 19 janvier 1965, p. 343-355 (OCLC 8582125346, DOI 10.1098/rspa.1965.0025, JSTOR 2415272, Bibcode 1965RSPSA.283..343B, zbMATH 0125.20901, S2CID 120278621, résumé).
- [Boyer et Price 1965] (en) Robert H. Boyer et T. G. Price, « An interpretation of the Kerr metric in general relativity », Proceedings of the Cambridge Philosophical Society, vol. 61, no 2,‎ avril 1965, p. 531-534 (OCLC 8271497409, DOI 10.1017/S0305004100004096, Bibcode 1965PCPS...61..531B, MR 0174352, zbMATH 0133.44905, S2CID 123610599, résumé).
- [Boyer et Lindquist 1967] (en) Robert H. Boyer et Richard W. Lindquist, « Maximal analytic extension of the Kerr metric », Journal of Mathematical Physics, vol. 8, no 2,‎ février 1967, p. 265-281 (OCLC 4434673910, DOI 10.1063/1.1705193, Bibcode 1967JMP.....8..265B, MR 0218093, zbMATH 0149.23503, S2CID 121005734, résumé, lire en ligne  [PDF]).

#### Nécrologies
- [anon. 1966] (en) anon., « Robert Hamilton Boyer », Physics Today, vol. 19, no 9,‎ sept. 1966, p. 12e part., p. 121, col. 2 (DOI 10.1063/1.3048457, lire en ligne).
- [Pirani 1966] (en) F. A. E. Pirani, « Dr R. H. Boyer », Nature, vol. 212, no 5064,‎ 19 nov. 1966, p. 7e part., p. 780, col. 1-2 (DOI 10.1038/212780a0, lire en ligne).

#### Avis de décès
- (en) anon., « Dr Robert H. Boyer », The Austin American,‎ 3 août 1966, p. 10, col. 4 (lire en ligne).